# Arzembouy
Arzembouy település Franciaországban, Nièvre megyében. Lakosainak száma 69 fő (2022. január 1.). Arzembouy Champlemy, Arthel, Authiou, Chazeuil, Giry és Saint-Bonnot községekkel határos.

## Népesség
A település népességének változása:
| Lakosok száma | 71   | 69   | 70   | 68   | 67   | 67   | 65   | 68   | 69   |
|               | 2013 | 2015 | 2016 | 2017 | 2018 | 2019 | 2020 | 2021 | 2022 |